# 自脱型コンバイン

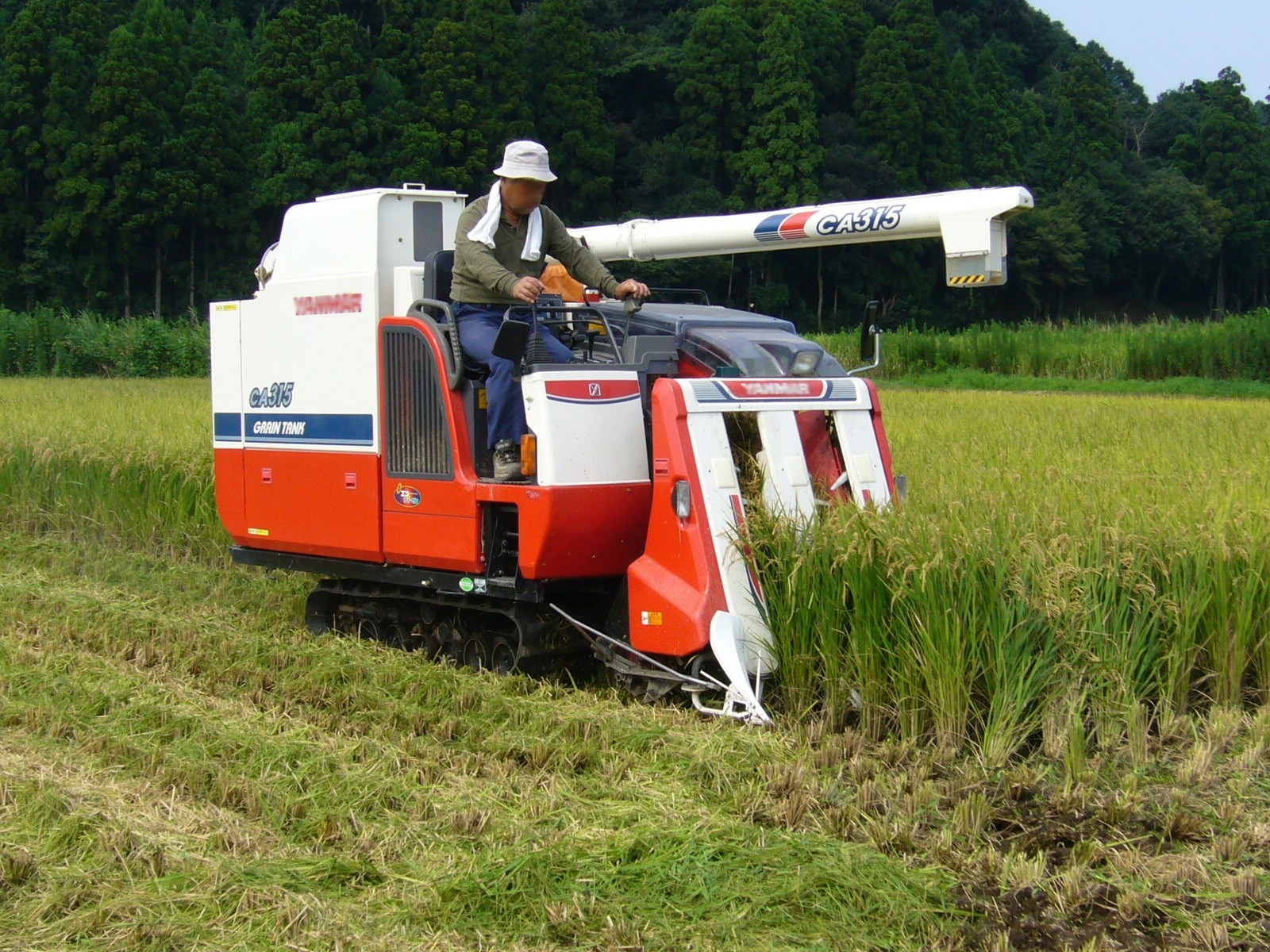
乗用型コンバイン（ヤンマー農機製3条刈用「カルテット」シリーズ）

自脱型コンバイン（じだつがたコンバイン）とは、農作物、特にイネやムギを収穫するための農業機械の1つである。自脱式コンバインともいう。
普通型コンバインについては、コンバインハーベスター参照のこと。

## 概要
|                                                           | 台数   | 2条   | 3条   | 4条   | 5条以上 |
| --------------------------------------------------------- | ------ | ----- | ----- | ----- | ------- |
| 北海道                                                    | 342    | 0.9%  | 0.0%  | 21.1% | 78.1%   |
| 東北                                                      | 3,709  | 13.6% | 39.7% | 34.2% | 12.5%   |
| 関東                                                      | 5,791  | 41.4% | 34.7% | 16.5% | 7.5%    |
| 北陸                                                      | 3,327  | 29.7% | 37.3% | 21.3% | 11.7%   |
| 東海                                                      | 2,227  | 52.2% | 28.4% | 10.5% | 8.9%    |
| 近畿                                                      | 4,337  | 67.4% | 22.3% | 7.9%  | 2.4%    |
| 中国四国                                                  | 5,999  | 63.8% | 27.1% | 7.8%  | 1.3%    |
| 九州                                                      | 3,582  | 55.9% | 26.9% | 13.1% | 4.1%    |
| 沖縄                                                      | 13     | 76.9% | 15.4% | 7.7%  | 0.0%    |
| 合計                                                      | 29,367 | 47.1% | 30.4% | 15.4% | 7.1%    |
| 輸出                                                      | 1,667  | 30.1% | 3.8%  | 32.6% | 33.5%   |
| 出典: 平成18年の国内出荷台数 農林水産省・生産技術課まとめ |        |       |       |       |         |

自脱型コンバインは、稲や麦を刈り取りながら脱穀する機能を備えた農業機械である。旧来、稲刈りは鎌による手刈りやバインダーと呼ばれる刈取り専用の農業機械で行い、その後脱穀機やハーベスターで脱穀していたが、自脱型コンバインはその一連の収穫作業を一台の機械で行えるようにした。刈取機と脱穀機を組み合わせたその構造から combined、すなわちコンバインと呼ばれる。日本では最初、輸入されたコンバインハーベスター（普通型コンバイン）が使われたが、収穫時の水分が高い稲の刈取りに対応するため、日本独自の自脱型コンバインが開発された。自脱型コンバインは、刈り取られた作物を整然と搬送して、穂先のみを脱穀機に投入するのを特徴とする。
自脱型コンバインはその営農規模に合わせて、8馬力の2条刈から138馬力の6条刈り、7条刈りまで、様々な大きさがあり、農業機械の中でも特に高価な部類に入る。農林水産省の統計による自脱型コンバインの地域別出荷台数と条数別構成比を表に示す。
過去には運転者が歩きながら操作する小型の歩行型もあったが、現在市販されているコンバインは全て乗用型となっている。しかし、小型の2条刈コンバインに限り、田の出入りやトラックへの積み下ろしのために、歩きながら操作が出来る機構を有する機種がある。小型の自脱型コンバインは省力化の目的でハーベスターの代用としても利用される。

## 歴史
自脱型コンバインは、水稲の刈り入れ・脱穀に使う農具および農機を発展させる形で開発が進められた。
刈り取りには、当初は鎌を使った手刈り、その後は作物を後方に刈り倒してゆく歩行型動力刈取機や、間欠式刈取結束機（刈取・移動、結束を交互に行う機械）などが使われた。
脱穀には、江戸時代に発明された千歯扱きが明治時代までに全国に普及し、また1910年（明治43年）に足踏式回転脱穀機が発明されると、それが普及していった。また、選別機には手回し式の唐箕（とうみ、風を送り選別する機械）が開発されて普及した。なお、足踏式回転脱穀機および唐箕の原理は、後に開発される動力脱穀機、さらにコンバインへと採り入れられることとなる。
米国やソビエト連邦（当時）などの大規模農場で普及したコンバイン（これら諸国で一般に使われている一体型のコンバインは普通型などと呼ばれる）は、日本では1962年（昭和37年）から政府が推進した農業構造改善事業の一環として導入されたが、大型の普通型コンバインは日本の比較的狭い農地では使いづらいものであった。特に水稲においては、圃場が大規模であっても、収穫時の籾の損傷が大きい点、穀粒損失が多い点から、普通型コンバインを用いることは困難であるとされた。
一方で、1966年（昭和41年）に井関農機が開発した「自脱型コンバイン（フロンティアHD50）」（自動脱穀機に刈取機を組み合わせたコンバイン）の登場を皮切に、国産農機メーカーが自脱型コンバインを相次いで発表、普及してゆく。
自脱型コンバインは、刈り取った穀桿（穀物の茎と茎から上の部分）の、穂先部分だけを脱穀装置にかけて脱穀（穀物の実の部分だけを取り出す）する。普通型コンバインは、刈り取った穀桿のすべてを機械内部で脱穀する。
このため、自脱型コンバインは普通型コンバインに比べて、水稲収穫時には籾の損傷が少なく、穀粒損失も少ないのであるが、麦類収穫ではあまり差がない。自脱型コンバインの別称として、軸流式、穂先供給式、単コンバイン、ジャパニーズ・コンバインなどの呼称がある。
なお、初期の自脱型コンバインは側面刈りであった。これは刈取機が側面に付いているため、コンバインを使い始める前に、コンバインが走行できるだけの幅を手刈りする必要があった。その後、狭い耕地の多い日本の事情に合わせて機体の前面に刈取り部を備えた自脱式コンバインが開発され、圃場の広さや向きにかかわらず刈り取りができるようになると、急速に普及し、1990年（平成2年）時点で日本の水稲作付け面積の約 76% で使われている。
また、1970年（昭和45年）頃より始まった減反政策により、水稲から大豆・小麦・ソバ等への転作が増え、それら多種類に対応可能な汎用型コンバインや、ソバ専用コンバインも開発され、利用されている。

## 各部の仕組み

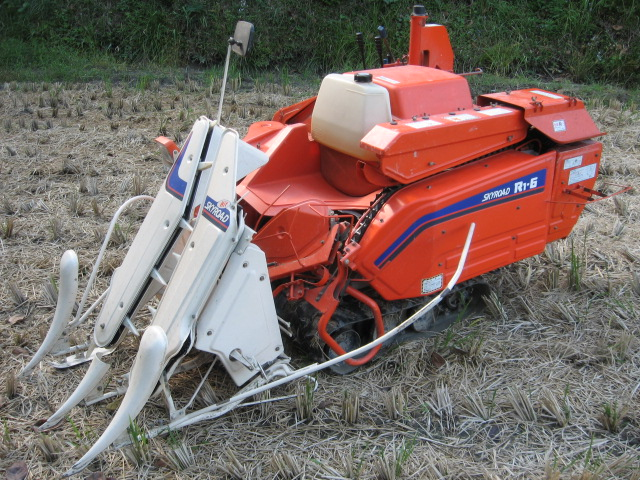
コンパクトな歩行型コンバイン（2条刈用。クボタ「スカイロード」シリーズ）

基本的な構造は乗用型および歩行型とも同じであるので、以下歩行型（写真）をもとにその構造を解説する。

### 刈り取り部

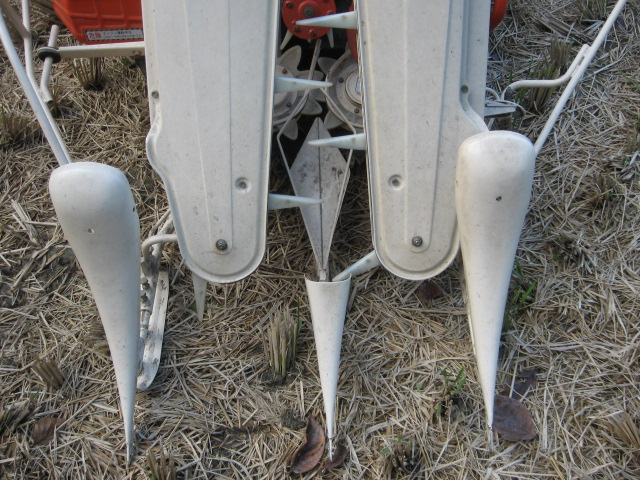
2条刈りの刈り取り部

現在市販されている自脱型コンバインでは2条刈りから7条刈りまであり、例外として普通型コンバインに組み合わされる10条刈りの刈り取り部もある。刈り取り部は油圧によって上下に操作することが出来る。
刈り取り部では、先端に取り付けられた三角形のデバイダで作物をかき分け、チェーンに取り付けられた樹脂製の引き起こしラグが作物の茎を垂直に引き起こしつつ、バリカン状の刈刃で地面から5cm前後の高さで作物を刈り取り、作物の向きを保ったまま一列にまとめて搬送部へと送る。
作物が直立している場合、刈り取り作業は容易であるが、台風や病虫害、肥培管理の影響によって作物が倒伏している場合、その程度によっては刈り取りが困難になる。進行方向に対して右側に倒伏している場合や、手前側に倒伏している向かい刈りは、構造上刈り取り困難で、相当速度を落とさねばならず、刈り取り不能の場合もある。しかし、左側や進行方向に倒伏している追い刈りは、慎重に作業すれば、それ程速度を落とさず刈り取り可能な事が多い。オプションで、倒伏した作物への適応性をより高める補助デバイダを装備出来る。自脱型コンバインの刈り取り部は普通型コンバインのリールヘッダに比較すれば、倒伏する可能性がある稲などの作物に対して、より適した刈り取り部と言える。
自脱型コンバインの刈り取り部は複雑な構造をしており、可動部の磨耗を防ぐために注油が欠かせないが、この作業を簡略化するために、1箇所のオイルタンクから、手動または電動のポンプによって注油の必要な個所に一度に注油することが出来る集中注油装置が装備されていることが多い。しかし、この装置では刈刄や、フィードチェンなどの酷使されやすく磨耗しやすい部分に注油することに特化している簡易的な装置であるため稲刈り前の整備や、点検の際には取り扱い説明書を参考にこの装置で注油できない箇所に手動で注油するのが望ましい。
近年の自脱型コンバインで、全面刈と謳われる機種がある。これは刈り取り部の刈り幅が、クローラの外幅と同等か、より幅広いことを意味する。これにより、通常は反時計回りで進行する刈り取り作業が、時計回りに進行しても作物を踏み倒すことが無いなど、より自由な手順で刈り取り作業を進めることが出来るものである。

### 搬送部

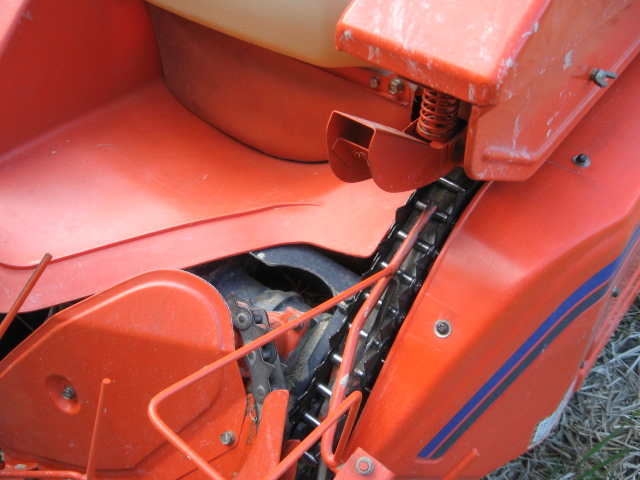
搬送部

地際から刈り取られた作物は、搬送部によって、脱穀部へ整然と搬送される。搬送は、搬送チェン又はフィードチェンと呼ばれる突起が付いた金属製のチェーンが強制的に行う。自脱型コンバインでは、作物の穂先部分だけを脱穀部に投入するが、脱穀を効率的に行うために、後述のこぎ胴に対して適正な位置で作物を供給する必要がある。
こぎ胴に対して奥に作物を入れすぎた深こぎを行うと、損失や馬力のロス、藁屑の混入による選別の悪化を生じ、逆に浅こぎを行うと穀粒が藁に残るこぎ残しが発生する。搬送部は刈り取り部から脱穀部へと作物を搬送しながら、こぎ深さを適正に調整する役割を担い、最近のコンバインでは作物の長さに合わせてこぎ深さをモーターによって自動的に調節し、常に最適なこぎ深さで作物を脱穀部に供給する仕組みを備えている。しかし、ヒエなどの雑草が多い場合には、手動での調節を必要とする場合がある。

### 脱穀部

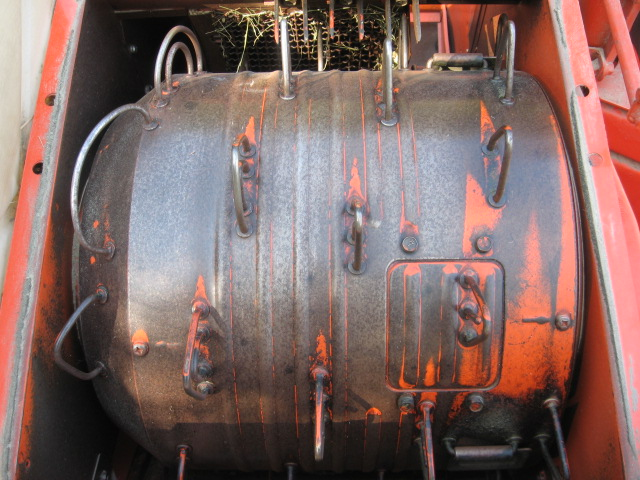
脱穀部内部のこぎ胴

脱穀部の構造は、従来の定置式の自動脱穀機、あるいはハーベスタの脱穀機と同様の構造を備えており、ここに穂先部分を供給し、穀粒を分離する。脱穀部は本体に内蔵されているので、普段その構造を外部から確認することは不可能であるが、右図の写真はカバーを取り外した状態の様子のものである。コンバインの処理能力に応じて、脱穀部のこぎ胴や選別板は大型のものが採用されるが、最小の2条刈りコンバインから最大の7条刈りコンバインまで、基本的な選別の原理は全く同一である。処理能力の向上を狙ってこぎ胴とは別に補助的な処理胴を装備する機種もある。
こぎ胴には逆V字型のこぎ歯が多数取り付けられており、動力で回転する。このこぎ胴がフィードチェンで整然と送られる作物の穂先から、穀粒をこぎ落す。こぎ胴の下側には樹脂や、鋼線、ピアノ線で出来た受け網があり、受け網を通過した穀粒だけが揺動板と呼ばれる選別板へと落ちる。揺動板は偏心した軸によって揺動し、穀粒と不要な藁屑を比重によって選別し、大きな藁屑はストローラックを経て機外へ排出される。さらに揺動板から落下した穀粒は唐箕ファンが発生する風によって選別され、目的の穀粒のみが籾タンクへと搬送される。この選別された穀粒を搬送する系統は1番や、1番ラセンなどと呼ばれる。選別が不完全で、穀粒と藁屑が分離しきれていない物は、2番や、2番ラセンと呼ばれる系統でこぎ胴、あるいは選別板に還元され、再選別が行われる。前述の処理胴で処理される場合もある。さらに軽い藁屑や埃は、唐箕ファン、あるいは吸引ファンの風によって機外に排出される。
この、穂先の穀粒のみを処理し、藁（穀桿）が選別部に殆ど入り込まないのが自脱型の最大の特徴である。

### 穀粒処理部

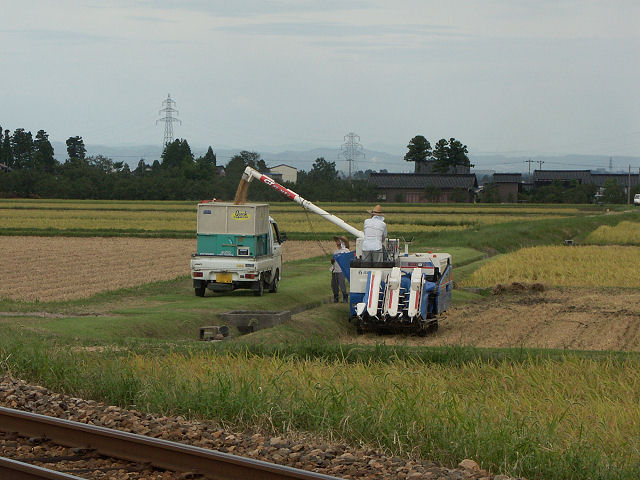
グレンタンクからの籾排出

脱穀部が選別した籾は、次の2種類の方法で処理される。
袋詰式
ポリエチレンなどの丈夫な化学繊維を編んだ、チャックで封をすることが出来るコンバイン袋、又は籾袋と呼ばれる袋に籾を詰める方式。一袋の容量は約50リットル有り、籾が詰められるとおよそ30kg程になる。コンバイン袋は、手作業でコンバインから取り出され、運搬される。農家の高齢化の為に、近年は敬遠される方式であるが、トラックが田に近づけないような条件では今でも使われる。
グレンタンク式
グレンタンクは、コンバインの大きさに合わせて、250リットルから2,000リットルの容量がある。6条刈りの2,000リットルのグレンタンクは、籾袋では約40袋に相当し、収量を反当8俵と仮定すると、約17aの面積を機械を止まることなく刈り続けることが出来る。タンクが大きければ大きいほど、連続して刈り取りを続けることができ、作業能率が向上する。タンクに貯められた籾は、ラセンを使って籾を搬送するアンローダやオーガと呼ばれる排出装置によって、バラ籾を運搬する籾コンテナやフレコン、或いはダンプトラックに排出される。最近ではオーガを無線で自在に遠隔操作したり、伸縮式にして排出の位置合わせを容易にする等の構造を持つ機種もある。
2008年（平成20年）12月、精密農業の為に収穫しながらグレンタンクに貯まる籾の重量と水分を測定・記録する収量コンバインが完成し、今後市販される予定であることが農研機構から発表されている。

### 排藁処理部

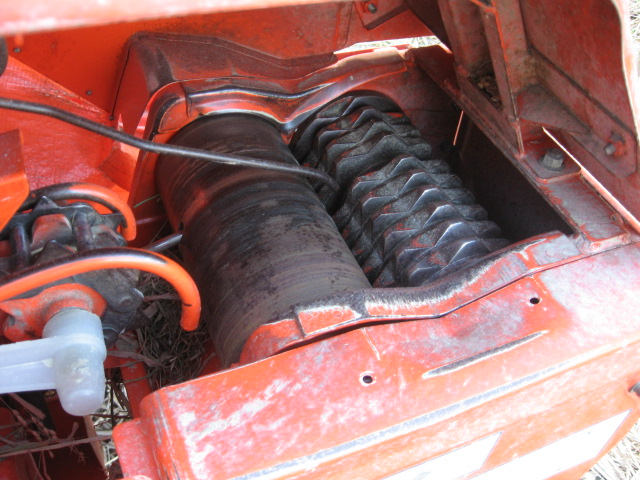
排藁処理部

一般的にカッタと呼ばれる装置が標準装備され、脱穀作業が済んだ稲藁を5cmから15cm程度の長さに細断処理する。細断した藁は圃場一面に散布されることになり、後でトラクタのロータリによって田に漉き込まれる。稲藁の経路を切り替えることによって、稲藁を細断せずにそのままバラ落としすることも可能である。
他には次のような装備を選択することができる。
ドロッパ
稲藁の経路を切り替えてバラ落しする藁を受け止め、結束せずに一定量ずつまとめて圃場に落下させる装置。小型のコンバインでは、カッタとともに標準装備されることが多いが、あまり使われていない。
結束機
ノッタとも呼ばれる。稲藁を束にして結束する装置。後でその藁束を手作業で立てて風乾したりする。家畜がいる農家でよく使われる。
立体放出
結束機とともに使用する。結束した藁を捻って垂直に落下させ、藁束を圃場に自立させる装置。手作業で藁束を立てる手間を省く。
カウントドロッパ
ノッタドロッパとも呼ばれる。結束機で結束した藁束を、一定の数まとめて圃場に落下させる装置。藁束の収集を省力化する。

### 走行部
自脱型コンバインには、クローラと呼ばれる無限軌道が使われる。これは圃場の接地圧を軽減することが主な目的であり、弱湿田であっても収穫作業が可能である。
強湿田用として、メーカーはさらに幅広のクローラをオプションで用意していることが多い。幅広のクローラを装着することで接地圧を低くすることができ、コンバインが沈み込みにくくなる。湿田用の幅広のクローラの接地圧は人間の足の接地圧よりも低く、歩行が困難な湿田でも容易に走行することが出来るが、旋回やバックはやはり困難である。圃場が非常にぬかるんでいる場合にはコンバインが走行不能となり、脱出できなくなるので、十分注意しなくてはならない。コンバインでの収穫が一般化するようになってから、コンバイン作業を容易にする目的で早期に落水し、圃場を乾かそうとする傾向が見られるようになった。
また、3条より大きなコンバインには、仕様によりクローラの接地面を油圧で上下させる車体水平装置があり、左右のクローラを独立して制御することで自動的に車体を水平に保つことが出来る。さらに前後方向の水平を保つことができる車種もある。(2条でもグレンタンク側のみ車体水平装置ついている機種もある)車体が傾斜すると脱穀機の選別能力が低下するので、刈り取り中は車体を水平に保つことが望ましい。この装置は、手動操作で左右のクローラを同時に上下させることによってコンバインの最低地上高を自在に上下させることができ、湿田での走破性を向上させることが出来る。
このクローラを駆動するトランスミッションには、3段ないし4段の副変速機と、HSTまたはCVTといった無段変速機が組み合わされる。CVTにはゴムベルト、又は金属の駒をスチールベルトで多数連結した金属ベルトを用いる可変幅プーリ方式が用いられ、馬力のロスが少ないことから初期のコンバインや小型のコンバインに採用された。一方で油圧で油圧モーターを回して伝達するHSTでは停止状態から前進後進、超低速から最高速まで1つのレバーを倒すだけでノークラッチで自由自在に走行速度を操ることができ、停止状態ではブレーキがかかったのと同じ状態になるなど操作が容易なため、現在ではHSTを装備したコンバインが殆どである。
旋回のための操作は、初期のコンバインは旋回したい方向のレバーを手前に引く2本レバー方式であったが、その後旋回したい方向にレバーを倒す1本レバー方式に改良され、近年では自動車のように丸いハンドルで旋回操作するクローラ式コンバインも存在する。

## 自脱型コンバインの安全対策

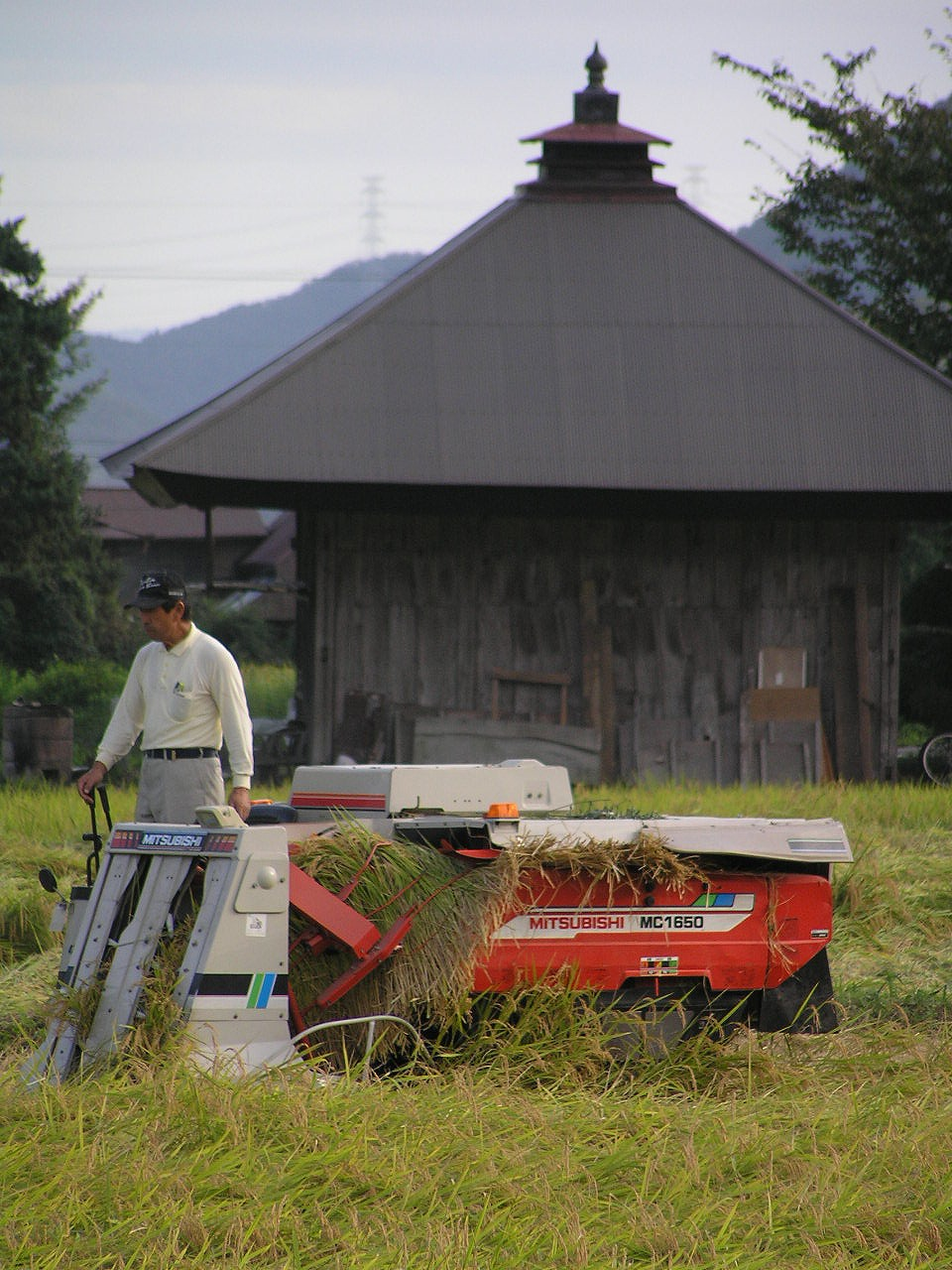
三菱農機コンバインMC1650

コンバイン操作時の安全対策として、以下の例がある。
- 手こぎ作業時緊急停止装置・・・・手こぎ時にフィードチェンや、こぎ胴などに身体や異物が巻き込まれた場合などトラブルが発生した際にボタンを押すとエンジンや、フィードチェンが停止したり、こぎ胴カバーが開いたりして被害を最小限に食い止める。
- カッタ自動停止装置・・・・カッタ部に詰まりが発生した時など、なんらかのトラブルが発生した際にエンジンを自動に停止させるなどして故障や被害を最小限に食い止める。
- 手こぎ安全装置・・・・手こぎ時にレバーなどを起こすとエンジン回転数が定格作業時の出力から数%ダウンして安全に手こぎが行える。これと上記の手こぎ作業時緊急停止装置を組み合わせると、万一の事故の際にもより被害が少なくなる。

これらのような安全装置があるが、こぎ胴などエンジン緊急停止後も惰性で数秒間動き続ける部分もある。そのため安全装置を過信せず、巻き込まれ易い格好で作業しないなど予め事故を避けるように気を付けるべきである。

## 国内製造メーカー
- クボタ - 「DIONITH」シリーズ、「WORLD」シリーズ、「KALSTAR」他
- 井関農機（ヰセキ） - 「Japan HJ」シリーズ、「フロンティア」シリーズ
- 三菱マヒンドラ農機（三菱農業機械） - 「Ｖ」シリーズ 、「XC」シリーズ
- ヤンマーアグリ（ヤンマー）- 「YH」シリーズ

なお、クボタと三菱マヒンドラ農機は「小型コンバイン」において共同開発を行っている。また、ヤンマーアグリと井関農機も「小型コンバイン」で共同開発を進めている。